# Phymatostetha punctifascia
Phymatostetha punctifascia är en insektsart som först beskrevs av Walker 1870.  Phymatostetha punctifascia ingår i släktet Phymatostetha och familjen spottstritar. Inga underarter finns listade i Catalogue of Life.